# Justiciers masqués

Les Justiciers masqués est un duo d’humoristes québécois, composé de Marc-Antoine Audette et Sébastien Trudel. 

## Présentation
Ils se sont rencontrés au Collège Jean-de-Brébeuf lors de leurs études au secondaire dans les années 1990. Ils collaborent d'abord avec le magazine Safarir alors qu’ils sont en secondaire 4 et ensuite avec CISM, la radio de l’Université de Montréal. Ils travaillent ensuite à la station de radio CKMF à Montréal avec laquelle ils resteront trois ans. Ils travaillent ensuite à la station de radio CKOI-FM 96,9 de Montréal jusqu’en 2009, où ils co-animent avec Richard Z. Sirois l’émission du retour à la maison. Ils étaient accompagnés à l’écriture par Michel Pineault ainsi que Luc Cauchon.
Ils quittent ensuite CKOI pour Musique Plus, puis travaillent pendant un an à Télé-Québec et décrochent un contrat de trois ans à MTV aux États-Unis en février 2011[source secondaire souhaitée].
En août 2011 : ils débutent une collaboration de trois chroniques par semaine en tant qu'éditorialistes humoristiques avec le Journal métro à Montréal[source secondaire souhaitée] en plus de bloguer deux fois semaine pour le site internet dudit quotidien[source secondaire souhaitée].
Entre juillet 2012 et juillet 2015 : ils reviennent à la radio, mais cette fois à Québec. Ils animent tous les jours l'émission du retour à la maison « Les Justiciers masqués » à la radio CKOI Québec.
En mars 2015, les Justiciers Masqués ont établi un nouveau record mondial en animant une émission de radio pendant 102,1 heures consécutives. Le précédent record, de 84 heures et 15 minutes, était détenu par une radio de Dubaï. Marc-Antoine Audette et Sébastien Trudel ont ainsi récolté 10 210 $, qu'ils ont remis à la Fondation du centre de cancérologie Charles-Bruneau. 
Ils ont piégé à plusieurs reprises des hommes et femmes politiques tels que Nicolas Sarkozy et Sarah Palin[réf. nécessaire].
À la suite de leur carrière sur CKOI, le groupe se sépare et Marc-Antoine Audette s'implique en politique municipale à Montréal, alors que Sébastien Trudel continue sa carrière radiophonique.